# Le Bal des osselets
Le Bal des osselets (The Dance of Death) est un roman policier de l’écrivain australien Carter Brown publié en 1964 en Australie et aux États-Unis. 
Le roman est traduit en français en 1965 dans la Série noire. La traduction, prétendument "de l'américain", est signée Françoise Mauléon. C'est une des nombreuses aventures du lieutenant Al Wheeler, bras droit du shérif Lavers dans la ville californienne fictive de Pine City ; la vingt-et-unième traduite aux Éditions Gallimard. Le héros est aussi le narrateur.

## Résumé
Le danseur Anton Leckwick ne s'est pas pendu lui-même au grand cèdre rouge, derrière la maison isolée où la petite troupe répétait un ballet : c'est un meurtre. Il ne reste plus que cinq suspects dans la maison, mais il y a aussi le prétendu loup-garou qui vient rôder la nuit aux environs. Et puis l'ancien propriétaire, l'homme aux quatre épouses et aux dix-sept maîtresses, a disparu dans de mystérieuses circonstances en laissant de gros problèmes en héritage. Al Wheeler va réaliser à ses dépens que le monde de la danse se rapproche parfois de celui des sports de combat.

## Personnages
- Al Wheeler, lieutenant enquêteur au bureau du shérif de Pine City.
- Le shérif Lavers.
- Annabelle Jackson, secrétaire du shérif.
- Doc Murphy, médecin légiste.
- Le sergent Polnik.
- Natacha Tamayer, danseuse étoile.
- Cissie St. Jerome, son amie, propriétaire de la maison.
- Charvossier, imprésario.
- Laurence Beaumont, danseur chorégraphe.
- Dickie Gamble, danseur étoile.
- Amanda Waring, quatrième épouse de Ray St. Jerome, père de Cissie.
- Lee Solon, ami d'Amanda.

## Édition
- Série noire no 991, 1965,  (ISBN 2070479919). Réédition : Carré noir no 227 (1976),  (ISBN 2070432270).